# Aleksiej Diki
Aleksiej Dienisowicz Diki (ros. Алексе́й Дени́сович Ди́кий; ur. 1889, zm. 1 października 1955 w Moskwie) – radziecki aktor filmowy i reżyser teatralny. Ludowy Artysta ZSRR (1949). Laureat Nagrody Stalinowskiej (1946, 1947, 1949, 1950, 1950). 

## Życiorys
Występował w wielu teatrach Moskwy (m.in. MChAT) i Leningradu. W przedstawieniach łączył tradycje realistyczne z poszukiwaniem nowych form scenicznych (Powiatowa lady Makbet wg Leskowa, Mieszczanie Gorkiego, Śmierć Tariełkina A. Suchowo-Kobylina). Znany głównie z roli filmowej Admirała Nachimowa, Kutuzowa oraz Józefa Stalina. Spoczywa pochowany na Cmentarzu Nowodziewiczym w Moskwie.

## Wybrana filmografia
- 1949: Bitwa stalingradzka (część 1 i 2) jako Józef Stalin
- 1948: Opowieść o prawdziwym człowieku jako Wasilij Wasiliewicz
- 1948: Trzeci szturm jako Józef Stalin
- 1947: Pirogow jako Admirał Nachimow
- 1947: Admirał Nachimow jako Admirał Nachimow
- 1944: Kutuzow jako Kutuzow
- 1934: Bunt rybaków